# Jules Bouquet
Jules Bouquet (Roeselare, 16 februari 1914 – Brugge, 25 juli 1995) was een Belgisch componist, dirigent en leraar.

## Opleiding
Jules Bouquet studeerde aan het Conservatorium te Brugge, waar hij bijv. van Joseph Ryelandt les Harmonie en Contrapunt kreeg). Aan het Koninklijk Conservatorium Gent behaalde hij Eerste Prijzen voor Fuga (in 1938, bij Jules Toussaint-De Sutter) en Piano (in 1939, bij Joseph Van Roy). Daarnaast volgde hij ook orgelles bij Flor Peeters.

## Loopbaan
Jules Bouquet was van 1937 tot 1944 leraar piano aan het Koninklijk Conservatorium te Gent, van 1943 tot 1968 leraar notenleer aan het Conservatorium te Brugge, en volgde daar Maurits Deroo op als directeur (van 1968 tot 1979).
Bouquet werd in 1945 Laureaat van de Driejaarlijkse Prijs E. Mathieu (met zijn Trio voor Viool, Cello en Piano) en in 1948 van de Provinciale Prijs voor West Vlaanderen voor zijn verzameld werk.

## Composities

### Werken voor orkest
- Nocturne
- Rondo
- Brutus' visioen (symfonisch gedicht)
- Variaties op een oud Vlaams volkslied
- Godelieve van Gistel (oratorio, in 1952 bekroond met de Prijs van de provincie West Vlaanderen)
- Oblatio (oratorio, première in 1951)

### Kamermuziek
- Sonata, voor fluit en klavier
- Sonata, voor hoorn en klavier (1942)
- Koorwerken
- Missa Laudate Dominum
- Motetten
- Liederen

- Gemeinsame Normdatei: 1270518216
- Virtual International Authority File: 187166656940522710004